# Колобантус кито
Колобантус кито, или Колобант кито (лат. Colobanthus quitensis) — травянистое растение, вид рода Колобантус, или Колобант (Colobanthus) семейства Гвоздичные (Caryophyllaceae); один из двух видов цветковых растений (наряду с луговиком антарктическим), входящих во флору Антарктиды.

## Синонимы
Список синонимов по информации базы данных The Plant List:
- Colobanthus alatus Pax
- Colobanthus aretioides Gillies ex Hook. & Arn.
- Colobanthus billardieri Fenzl
- Colobanthus cherlerioides Hook.f.
- Colobanthus crassifolius (d'Urv.) Hook.f. — Колобантус толстолистный, или Колобант толстолистный
- Colobanthus crassifolius var. aretioides (Gillies ex Hook.) Macloskie

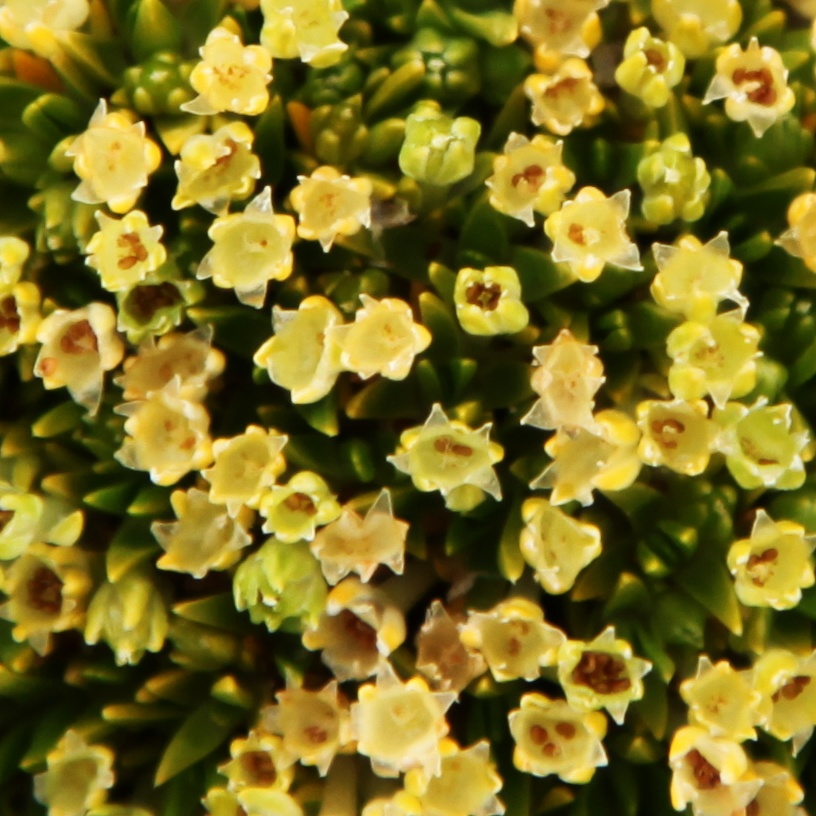
Цветки крупным планом

- Colobanthus maclovianus Gand.
- Colobanthus meingeni Phil.
- Colobanthus quitensis var. alatus Hosseus
- Colobanthus saginoides Bartl. — Колобантус мшанковидный, или Колобант мшанковидный
- Sagina crassifolia d'Urv. — Мшанка толстолистная
- Sagina magellanica Willd. ex F.Phil.
- Sagina quitensis Kunth — Мшанка кито, или Мшанка антарктическая
- Spergula affinis Hook.

## Распространение
Ареал вида охватывает северо-западную часть Антарктического полуострова, Южные Шетландские и Южные Оркнейские острова, а также юг Аргентины и Чили (примерно до 56-го градуса южной широты). По причине всемирного потепления антарктическая часть ареала за последние десятилетия XX века и начало XXI века увеличилась в пять раз.

## Ботаническое описание
Колобантус кито — вечнозелёное травянистое растение, имеющее подушкообразную форму и напоминающее по внешнему виду представителя листостебельных мохообразных. Высота взрослых растений составляет от полутора до пяти сантиметров.
Цветки мелкие, с белыми или желтоватыми венчиками.